# 丹羽金一郎
丹羽 金一郎（にわ きんいちろう、1942年 - ）は、日本の歯学者・歯科医師。朝日大学名誉教授。元朝日大学歯学部歯科矯正学講座教授。開業医。

## 経歴
1960年東海高等学校卒業、1966年大阪歯科大学卒業、1970年同大学院修了。以後、同大学、助手、講師、岐阜歯科大学（現朝日大学）講師、助教授を経て、1990年より朝日大学歯学部歯科矯正学講座主任教授に就任。2004年に退職し、名誉教授。
1970年 大阪歯科大学より歯学博士号を得る。論文の題は「Experimental tooth movement into the extraction socket in cynomolgus monkey with the pin and tabe appliance(猿の歯を抜歯窩の方向へ移動した場合の組織の変化に関しての実験的研究 : 釘管装置による)」。

## 著書
- 丹羽金一郎 他『矯歯科矯正学実習書』医歯薬出版、1978年6月。ISBN 978-4-263-40219-1。
- 岸本正、丹羽金一郎 著「2章 下顎前突 症例9 下顎前突（混合歯列期）非抜歯症例」、桑原, 洋助、鈴木, 祥井、瀬端, 正之 編『カラーアトラス 矯正歯科の臨床』医歯薬出版、1987年8月。ISBN 978-4-263-40469-0。
- 丹羽金一郎 他 著、桑原, 洋助、柴﨑, 好伸、出口, 敏雄 編『一から学ぶ　矯正歯科臨床』医歯薬出版、1998年7月。ISBN 978-4-263-45398-8。
- 亀田晃、丹羽金一郎、秋山陽一、高田泰、亀田剛『矯正歯科トラブルの法則 原因と結果・その傾向と対策』クインテッセンス出版、2006年2月10日。ISBN 978-4-87417-905-5。
- 竹内宏、明坂年降、他『総合歯学』デンタルフォーラム、1999年3月31日。ISBN4-925073-13-3。

## 所属学会
- 日本矯正歯科学会 名誉会員[1]、指導医[1]、認定医[1]
- 近畿東海矯正歯科学会 名誉会員[1]
- 日本成人矯正歯科学会理事[1]
- 日本顎関節学会[1]
- 日本小児歯科学会[2]
- 日本歯科放射線学会[2]
- 国際歯科研究学会[2]
- 日本口蓋裂学会[2]
- 日本解剖学会[2]
- 日本人類遺伝学会[2]
- アメリカ矯正歯科学会[2]
- World Federation of Orthodontists[2]

| 学職                                           | 学職                                                   | 学職                                   |
| ---------------------------------------------- | ------------------------------------------------------ | -------------------------------------- |
| 先代                                           | 朝日大学歯学部 歯科矯正学講座 教授 1990年-2004年       | 次代 北井則行 2004年-                  |
| 先代 相馬邦道 第60回 2001年 東京国際フォーラム | 日本矯正歯科学会 大会長 第61回 2002年 名古屋国際会議場 | 次代 花田晃治 第62回 2003年 朱鷺メッセ |